# Dembidolo
Dembidolo (oromo: Dambi Doolloo, in italiano anche Dembi Dolo o Dembidollo) è una città dell'Etiopia, nella regione di Oromia, situata tra i 1701 e 1827 metri di altezza.
Durante il periodo di dominazione italiana era sede del commissariato dell'Uollega.

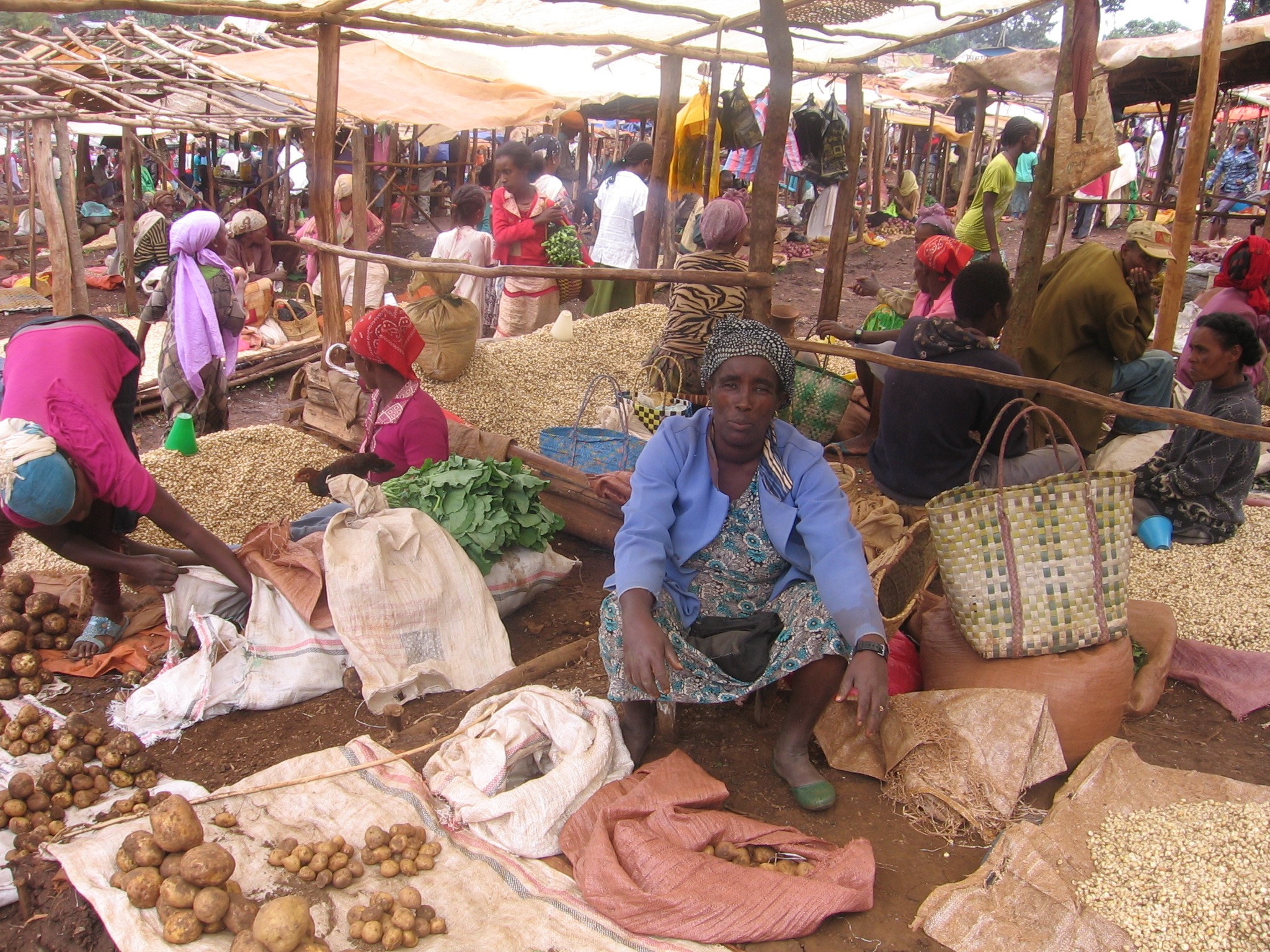
Mercato di Dembidolo